# 中国新民党
中国新民党是在中华人民共和国成立的政治组织，被中華人民共和國政府指称为非法政党，由郭泉于2007年12月17日成立。

## 党纲
根据《中国新民党党章》所述，新民党的宗旨是反对一党专政的体制，主张多党竞选、司法独立以及军队国家化等民主理念。终极目标是希望实现人民可以自由组党，并实施多党竞选的民主政治。
郭泉表示中国新民党原议命名为“访民党”或“民生党”，是由多个松散的维权群体联合组成，宣称有“1000万成员”来自全国各地不同的社会阶层，其喻指农民、工人、军人、教师、学生等面对民生问题的社会群众，并非真正意义登记在册的党员；这些人群约于2004年底开始着力解决各自的维权问题，但基本上没有确切的创立时间和文字记载。

## 成立过程
郭泉原是南京师范大学文学院副教授，并且加入中国民主同盟的成员。2007年12月，郭泉为上访的民众写公开诉状，因此受到南京师范大学处分，剥夺副教授资格，并被中国民主同盟开除成员资格；于是郭泉与参加维权的朋友成立中国新民党，主张中国实施多党制，并宣称中国的问题都是体制问题，人民应有权利组织政党，自由选择执政党。
新民党汲取过去其他民主党派申办注册遭遇镇压的教训，在中国政府解除报禁、党禁以前，不会在中国大陆境内设立中央、省、县市党部，不会进行党团注册和党员登记工作，任何人只要反对专制并支持民主，可以自行宣称为中国新民党党员；而在中国政府解除党禁以前，由郭泉出任代主席的职位。

## 活动和传播方式
郭泉以实名方式通过互联网传播347篇《民主先声》系列文章，2007年7月24日提出组建新民党，2008年5月28日发表党纲。2008年发起以不合作方式推行“民主蓝色革命运动”和“七日在家和平革命”活动，倡议在身上穿戴蓝色衣物表示民主，用在家休息7天的方式表示思想。
2008年11月13日，担任新民党代主席的郭泉被南京市公安局带走并刑事拘留，公诉指控郭泉非法组建政党，并借用维权策划推翻社会主义制度，涉嫌颠覆国家政权罪。 郭泉于2009年8月7日庭审时申诉，他发表的所有文章是为了推动政党间竞选，实现全民福利的民主社会主义，并没有推翻社会主义、颠覆国家政权的目的。辩护律师提出质证表示新民党是“虚拟的党”，并没有实质发展党员及任何党部活动，纯粹是发表一种政治理念，而不是严格意义上存在的政党。
2009年10月16日，宿迁市中级人民法院判决郭泉罪成，处以有期徒刑10年、剥夺政治权利3年，新民党因此停止活动。郭泉被判刑后获得海外民运人士的抗议声援，他的海外支持者在洛杉矶、旧金山成立美国党部，以及在曼谷成立泰国党部。